# Distrito de Napak
El distrito de Napak es uno de los ciento once distritos administrativos que dan origen a la actual organización territorial de la República de Uganda. Su ciudad capital es la ciudad de Napak.

## Localización
Este distrito comparte fronteras con el distrito de Abim por el noroeste, al norte limita con el distrito de Kotido, al este y noreste comparte límites con el distrito de Moroto, con el distrito de Nakapiripirit limita al sudeste, por el sur limita con el distrito de Katakwi, al sudeste limita con el distrito de Amuria y por el oeste limita con el distrito de Otuke.

## Población
El distrito de Napak cuenta con una población total de 112.700 habitantes según las cifras suministradas por el censo poblacional llevado a cabo durante el año 2002 en Uganda.